# Lodovico Pico della Mirandola

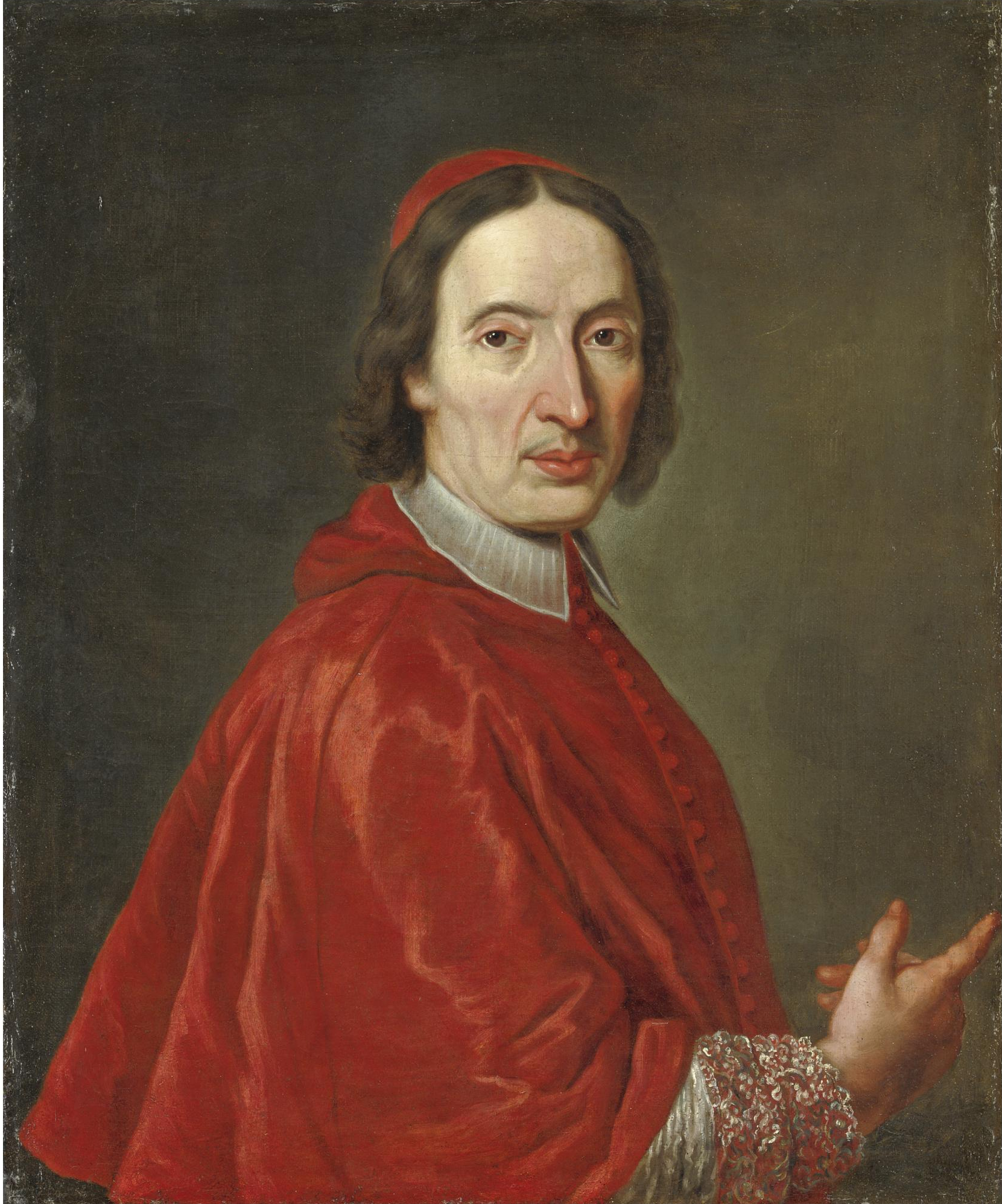
Lodovico Kardinal Pico della Mirandola (Gemälde von Pier Leone Ghezzi von 1703)

Familienwappen des Hauses Pico della Mirandola

Lodovico Pico della Mirandola (* 9. Dezember 1668 in Mirandola; † 10. August 1743 in Rom) war ein italienischer Kardinal.

## Leben
Lodovico wurde in Mirandola im Bistum Reggio Emilia geboren. Er stammte aus der Familie der Herzöge von Mirandola und war das achte von neun Kindern von Herzog Alessandro II. Pico della Mirandola, Marquis von Concordia und General der französischen Armee, und Anna Beatrice d’Este, Prinzessin von Modena und Reggio. Seine Geschwister waren Maria Isabella, Laura, Francesco Maria, Galeotto, Virginia, Fulvia, Giovanni und Alessandro. Er war mit Kardinal Anton Maria Salviati verwandt.
Er wurde zum Doktor in utroque iure promoviert.
Nach dem Angriff der Franzosen auf seine Heimatstadt floh er über Bologna und Rom nach Wien. Dort wurde er vom Kaiser empfangen. Nach seiner Rückkehr nach Rom wurde er am 21. Mai 1699 zum Prälaten Seiner Heiligkeit und Kleriker der Apostolischen Kammer ernannt. Am 7. Juni 1706 ernannte ihn Papst Klemens XI. zum Präfekten des Apostolischen Hauses und kurz danach wurde er zum Subdiakon geweiht.
Am 25. Juni 1706 wird er zum Patriarchen von Konstantinopel ernannt, am 28. Juni 1706 zum Päpstlichen Thronassistenten und am 11. Juli 1706 durch Fabrizio Paolucci, Kardinalpriester von Santi Giovanni e Paolo, unter Assistenz von Giuseppe Vallemani, Titularerzbischof von Athenae und Ulisse Giuseppe Gozzadini, Titularerzbischof von Teodosia, zum Bischof geweiht. Am 24. Oktober 1707 wurde er zum Präfekten des Apostolischen Palastes. Ab 1707 war er drei Jahre Gouverneur von Castel Gandolfo.

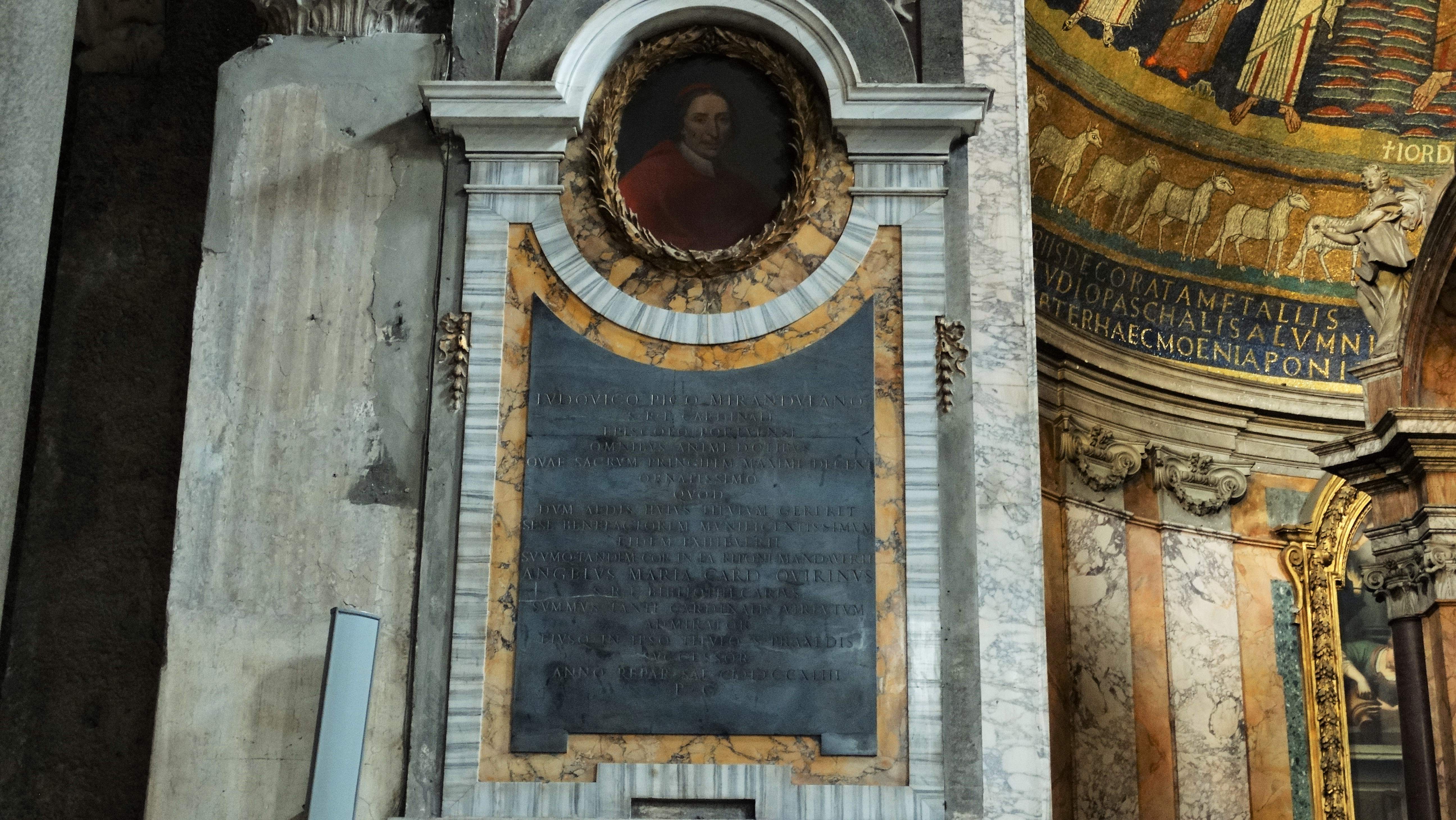
Seine Gedenktafel in Santa Prassede, Rom

Im Konsistorium vom 18. Mai 1712 wurde Pico della Mirandola von Papst Klemens XI. zum Kardinal in pectore erhoben. Am 26. September 1712 wurde sein Name veröffentlicht und am 21. November 1712 fand seine Installation als Kardinalpriester der Titelkirche San Silvestro in Capite statt. Am 4. Januar 1717 wurde er zum Kämmerer des Heiligen Kardinalskollegiums und am 22. November 1717 zum Bischof von Senigallia mit dem Titel eines Erzbischofs ernannt. Am 10. September 1724 gab er sein Amt als Bischof auf. Kardinal Pico war Präfekt der Kongregation für Ablässe und die heiligen Reliquien und nahm am Konklave 1721, welches Innozenz XIII. wählte, teil sowie am Konklave 1724, welches Benedikt XIII. wählte. Am 24. April 1728 wechselte er zur Titelkirche Santa Prassede. Im Juli 1730 wurde er zum Erzpriester von Santa Maria Maggiore ernannt und blieb in diesem Amt ungefähr ein Jahr lang. Er nahm am Konklave 1730 teil, das Clemens XII. zum Römischen Pontifex wählte. Am 9. April 1731 wurde Pico zum Kardinalbischof von Albano erhoben und nahm an der Papstwahl 1740 von Benedikt XIV. teil. Am 29. August 1740 wurde er Kardinalbischof von Porto e Santa Rufina und Subdekan des Heiligen Kollegiums.
Am 10. August 1743 starb Kardinal Lodovico Pico della Mirandola in seinem Palast in der Nähe von Santi XII Apostoli in Rom. Am Tag darauf wurde er in dieser Kirche aufgebahrt und am 12. August 1743 dort beerdigt. Später wurde sein Leichnam in der Nähe der Trajanssäule gelegenen Kirche Santissimo Nome di Maria al Foro Traiano bestattet, deren Wohltäter er war. Sein Herz wurde in Santa Prassede bestattet.